# Középkori művészet
Középkori művészet alatt Európa i. sz. 476-tól kb. 1500-ig terjedő időszakának művészetét értjük. Bár az Európán kívüli területeknek (India, Kína, Japán, Amerika) is megvolt a maga középkora, ezeket az Európa-centrikus szakirodalom külön tárgyalja, többnyire az ott uralkodó dinasztiák szerint.

## Tartalma
A középkori művészet gyűjtőfogalma alá tartozik a népvándorláskor, a Karoling-kor, az Ottó-kor művészete, a romanika és a gótika stílusáramlatai, illetve a reneszánsz művészet kezdete és a késő középkori művészet is. Az Európával határos területek, mint Észak-Afrika vagy a korban virágzó Bizánci Birodalom és az iszlám vallás által meghódított területek szintén kívül esnek a középkori művészet tárgyalásán. Holott ezekkel nagyon is szorosan összefüggnek, az okot talán a medievisztika és a bizantinológia elkülönülésében lehet keresni. Nagyban hatott az iszlám kultúrája is, nem beszélve arról, hogy a népvándorlás kori művészet nem érthető a bronzkori sztyeppi kultúrák nélkül.
A művészettörténeti oktatásban gyakori, hogy a romanika előtti irányzatokat preromanika névvel illetik, ezután a romanikát, a gótikát majd a reneszánszt tanítják. A középkori művészet azonban ennél sokkal szervesebb egység. Tagolni csak az emlékek alapos áttekintése után lehet, így kiderül: a romanika és a gótika egyes területeken gyakran kortársak, nem beszélve az Európával szoros kapcsolatban lévő területek (Bizánc, az ekkor mórok uralma alatt lévő Ibériai-félsziget) szintén akkor kortárs művészetéről.
A középkor művészetét egyetemes igénnyel összefoglalni szinte lehetetlen vállalkozás. Az összefoglaló művek speciális szempontok mentén haladnak, a topográfiát, a kronológiát tartva szem előtt.
A középkori művészet nem csak szerves egység, de az ókori művészetnek is szerves folytatása. A 18. században kialakított sötét középkor fogalom valójában a proto- és kora reneszánsz szülötte. Petrarca Africa c. költeményében új kor kezdetét várja, ez lesz a humanisták szemlélete, akik szerint a retorikai stílus és képzőművészet is hanyatlott a középkorban. Nem győzték kárhoztatni a barbárokat és a bizánci görögöket. Ez a pejoratív mellékíz mára szerencsére eltűnt.
Az európai művészettörténet kutatójának két fogalommal kell ügyesen operálnia. Mihelyt ezek a fogalmak kikristályosodtak, a stílustörténeti művészettörténet-írást csábította, hogy szembeállítsák őket, mint Wölfflin tette a reneszánsszal és barokkal. Erre egyedül Paul Frank vállalkozott. A középkori művészet azonban ellenállt ennek a kísérletnek.
Erre azok a viták vetettek fényt, amiket a századforduló táján a késő gótikát a reneszánsszal egyenértékű térstílusként értelmezték. August Schmarsow és iskolája a Heinrich Wölfflin ellenében kidolgozott tézisek a nevek nélküli művészettörténet elvének érvénytelességre mutattott rá, a látszólag névtelen középkorban. Ezzel szemben stíluskritika módszerével az egyéniségek rekonstrukcióján fáradozott Wilhelm Vöge, Adolf Goldschmidt, Max Friedländer.
Vitakérdés volt az is, hogy vannak-e a középkori művészetnek általános fejlődési törvényszerűségei. A vitát a bécsi Hans Tietze váltotta ki, aki a műalkotás egyszeri érvényét hangoztatta. 1926-ban, Erwin Panofskyhoz hasonlóan a romanika és antik művészet viszonyát vizsgálta. Ezek után Richard Hamann alakította ki nézetét: a műalkotást nemcsak a vele egyidejűleg keletkezett művekkel egyidejű, hanem azokkal is, amikkel egy környezetben van.
A stílusok történetiségét Wilhelm Vöge elemezte, Eugéne-Emmanuel Viollet-le-Duc racionalisztikus nézetével szembehelyezkedve. Tagadta, hogy a középkori szobrászat fejlődését csakis az építészetből lehet levezetni, tagadta azt a tézist is, hogy a romanika a szerzetességi szellemnek felel meg, a gótika pedig a polgárinak. Wilhelm Pinder a középkor művészetét a császárság és polgárság szakaszaival írta le, Georges Duby pedig a kolostor, a katedrális és palota fogalmakkal operált, hogy érzékeltesse, mi hogyan változott.
Az antikvitás utóélete Aby Warburgot és körét érdekelte. Ennek nyomán Erwin Panofsky megkülönböztette a politikai propagandaként felhasznált művészet antikizáló újjáéledéseit az egyszeri történeti reneszánsztól. Ugyanezt kereste Henri Focillon is. Az antikvitás továbbélésének kimutatása felmentette a romanikát a primitív kép alól.
Adolf Goldschmidt új jelentőséget adott a vizuális forrásoknak. Hasonló eredményre jutott a bécsi iskola: Alois Riegl, Max Drorák.
A pontot az I-re Panofsky látszik feltenni, aki a skolasztika és a gótika között mutatott ki egyértelmű párhuzamokat. A középkori művészet kutatásának azonban nincs vége.
Ma inkább az egyes részletproblmákra koncentrálnak, például mi a kép és a képteológia viszonya, értelmezhetünk-e funkcióból levezetett típust.

## A művészet feladata
A művész gondolatok tolmácsolója. Műfaji kategóriák tkp. nem értelmezhetők, minden a nagybetűs Művészet alá tartozik, de ezt a fogalmat a középkorban nem a mai értelemben használták. Technikák, funkciók és méretek vannak. Ezért nem meglepő, ha a festészet stílusa hat a zománcművességre, a kisplasztika az épületplasztikára és fordítva. Ugyanolyan fontos szerep jut a megrendelőnek, a koncepció kitalálójának (például Bernward püspök, Suger apát). Sokszor magának a megrendelőnek (donátor) is, ez alapján lehet keltezni a dolgokat.
A műalkotás helyettesíti a valóságot. Az egyes műtárgyak önmagukban azonban nem értelmezhetők, mert együtt „élnek” a környezettel. Ezért is nehéz egy-egy művet monografikusan feldolgozni, mert az emlékek sokaságát kell figyelembe venni.
Az alkotások, a képek teológiai vonatkozásokkal is rendelkeznek. Különösen a skolasztikusok törekedtek arra, hogy közös álláspontra jussanak abban, hogy a vazuli diktum értelmében a tisztelet milyen formája jár az ábrázolt szentnek és milyen a képnek.
Általánosságban véve elmondható, hogy a mű díszíti a templomot; emlékezteti a hívőt; olyan dolgot fejez ki, amit szóban nem lehet elmondani; és a legfontosabb, hogy a szentbeszédet halló, olvasni nem tudók általa tanulhatnak (gergelyi diktum).

## Képzőművészet
A műfaji felosztás egy későbbi kor szemléletének ráerőltetése lenne a középkorra, de az áttekinthetőség kedvéért ezt gyakran megteszik. A leghelyesebb szempontnak a műtárgytípusok szerinti felosztás ígérkezik (táblakép, szárnyas oltár, zománcmunka, faszobor, pénzverés, rézmetszet, fametszet, síremlék stb.) Forma és funkció vizsgálata itt is elsődleges kell legyen.
A topográfiai jellegű kutatás és a korstílusok vizsgálata mellett jelentős szerephez jutott a stíluskritika. A 19. század végétől kezdve a középkori művészet homogénnek tűnő anyagában is elkülöníthető, rekonstruálhatóvá váltak egyes egyéniségek, mesterek. E mestereknek csak kis részét ismerjük név szerint (Martin Schongauer, Villard de Honnecourt), a legtöbb elkülönített egyéniséget csak monogramja alapján ismerjük (E S mester, M S mester, R N mester), legtöbbjük azonban még monogramról sem ismert, őket jobbára egy-egy művük alapján nevezték el (pl. Jánosréti mester, Szent Anna-oltárok mestere). Az ilyen, utókor által adott kényszernevek is tulajdonnévként kezelendők.
Az ismert vagy sejteni vélt egyéniségek életútját csak ritkán ismerjük. Céhekben dolgoztak, ennek keretében kapták a megbízásokat. A mesterrekonstrukciók mellett műhely-rekonstrukciókat is létre lehet hozni.

## Építészet

### Bizánci stílus
A bizánci építészet a Bizánci Birodalomban alakult ki az ókeresztény építészet nyomdokain. Hamarosan jellemzővé vált a birodalom által befolyásolt államokban, úgy mint Bulgáriában, Szerbiában, Oroszországban, Örményországban, Grúziában. A korai bizánci építészet lényegében a római építészet folytatása. Közvetlen elődje az ókeresztény építészetben található. A bizánci építészet előzményeinek gazdagsága az ami megalapozza illetve az új szintre emeli azt az építészeti fejlődést ami Bizáncot jellemzik. A bizánci építészet befolyásolta a korai iszlám építészetet, az ibériai mór építészetet és a modern korban a neobizánci építészetet, de nagy hatással volt a középkori Nyugat-Európára is. Ez a hatás a legvilágosabban a 8-9. századi Karoling építészetben mutatkozik meg.

### Román stílus
A középkori matematikai statisztika ismeretek fejlődésével az építészetben is komoly változások mentek végbe.
A román építészet jelentős alkotásai: székesegyházak, kolostorok, vártornyok; majd városi köz- és magánépületeket is építettek ebben a stílusban.
Jellemzői: tömör falak, áttekinthető szerkezet. A templomok a római bazilikákat utánozták, és a kolostorokkal együtt védelmi szerepet is betölthettek.

### Gótikus stílus
A Gótikus stílusban már számos világi épületet is építettek, a legszebb alkotások a városházák, kórházak, paloták körében találhatók.
A stílus jellemzői a vékonyabb, magasabb falak. Hatalmas, csúcsíves ablakokat alkalmaztak, amelyek világossá tették a templomokat. Ezeket az ablakokat színes ólomüvegből rakták ki. Gyakoriak voltak a karcsú, csipkézett tornyok. A templomok belsejét freskókkal, festményekkel, magas, vékony szobrokkal díszítették.